# Callington, South Australia
Callington är en ort i Australien. Den ligger i kommunen Mount Barker och delstaten South Australia, omkring 45 kilometer sydost om delstatshuvudstaden Adelaide.
Närmaste större samhälle är Mount Barker, omkring 17 kilometer väster om Callington. 
Trakten runt Callington består till största delen av jordbruksmark. Runt Callington är det glesbefolkat, med 9 invånare per kvadratkilometer. Genomsnittlig årsnederbörd är 513 millimeter. Den regnigaste månaden är juni, med i genomsnitt 86 mm nederbörd, och den torraste är december, med 16 mm nederbörd.